# Боуг (Канзас)
Боуг (енгл. Bogue) град је у америчкој савезној држави Канзас.

## Демографија
По попису из 2010. године број становника је 143, што је 36 (-20,1%) становника мање него 2000. године.
| Група             | 2000.       | 2010.       |
| Белци             | 173 (96,6%) | 134 (93,7%) |
| Афроамериканци    | 3 (1,7%)    | 4 (2,8%)    |
| Азијати           | 0 (0,0%)    | 3 (2,1%)    |
| Хиспаноамериканци | 3 (1,7%)    | 2 (1,4%)    |
| Укупно            | 179         | 143         |